# Afroplitis phyllocampa
Afroplitis phyllocampa is een vlinder uit de familie tandvlinders (Notodontidae). De wetenschappelijke naam van deze soort is voor het eerst geldig gepubliceerd in 1909 door Trimen.
De soort komt voor in tropisch Afrika.